# Сергије Шухтовски
Сергије Шухтовски, или Шухтомски (у свету Стефан; ум. 1609) - монах, преподобни светитељ Руске православне цркве, који је живео крајем 16. и почетком 17. века .
Православна црква помиње светог Сергија 19. маја по јулијанском календару .

## Биографија
Рођен је и одрастао у граду Казању, на почетку друге половине 16. века и од малих ногу водио је строг уздржан живот .
Неколико година је путовао по светим местима; обишао је Палестину, Цариград, Новгород, „на Самојаду Лопску - у океанско море“, у Соловки и друга места .
1603. године Стефан Шухтовски је положио монашки завет са именом Сергије у манастиру Васкрсење Черепов, након чега је дошао у Шухтовску волост (50 миља од града Череповца), где је вршио „монашка дела клечеће молитве и поста“.
Сергиј Шухтовски је умро 19. маја 1609. године. Његове мошти су положене у некадашњем манастиру, а затим и парохијској цркви Покрова у селу Шукхтово .